# Алберих II Сполетски
Алберих II Сполетски (на италиански: Alberico II di Spoleto, Alberico di Roma; Alberich II.; * пр. 915; † 31 август 954 в Рим) от фамилията Графове на Тускулум е от 932 до 954 г. един от най-влиятелните князе по неговото време, принц на Рим и сенатор (princeps ac senator omnium Romanorum) през 10 век.
Той е син на Алберих I Сполетски († ок. 925, херцог на Сполето 898 – 922 г.) и Марозия, дъщеря на граф Теофилакт I от Тускулум и Теодора I. Той е полубрат на папа Йоан XI (* 910?; † 935, папа 931 – 935 г.).
През 936 г. той се жени за доведената си сестра Алда Млада († 954) от род Бозониди, дъщеря на доведения му баща крал Хуго I от Италия и Алда Стара и сестра на Лотар II, крал на Италия (946 – 950). Двамата имат син Октавиан, бъдещият папа Йоан XII (* 937 или 939; † 14 май 964) от 955 до 963 г.
През 932 г. той взема властта в Рим, след като изгонва от Рим своя доведен баща Хуго I, третият съпруг на майка му. Той затваря майка си и полубрат си, папа Йоан XII и така прекратява епохата на Порнокрацията (Метреското владетелство).
Повече от 22 години той е princeps ac senator omnium Romanorum, владетел над Рим и Папството.